# Jenny d'Héricourt
Jeanne-Marie-Fabienne Poinsard (Besançon, 9 de setembro de 1809 — Saint-Ouen, 2 de janeiro de 1875), mais conhecida por Jenny d'Héricourt, foi uma ativista feminista, escritora e médica-parteira francesa.

## Biografia
Ela nasceu Jeanne-Marie-Fabienne Poinsard, em Besançon, França, de pais protestantes. Seu pai, Jean-Pierre Poinsard, um relojoeiro, da cidade de Héricourt, cujo nome Jenny mais tarde utilizou como pseudônimo. Aos 8 anos, logo após a morte do seu pai, mudou-se com sua mãe e sua irmã mais nova para Paris, onde pode estudar e tornar-se professora.
Em agosto de 1832, à época de seu casamento com Gabriel Marie, atuava como diretora de uma escola particular para meninas. Apesar de naquela época não haver lei para o divórcio, após vários anos casada, deixou o marido. Eles não tiveram filhos.
Em 1844, escreveu seu primeiro romance intitulado Le Fils du réprouvé ("O filho da reprovação"), sob o pseudônimo de Félix Lamb. No início de 1848, Jenny d'Hericourt organizou uma sociedade composta por trinta mulheres para lutar por suas liberdades civis; o manifesto desta (datada de 16 de março) foi assinado por ela, como secretária, e por V. Longueville como presidente.
Foi uma entusiasmada apoiadora do socialista francês Étienne Cabet e participou da Revolução de 1848. D'Hericourt também organizou escolas noturnas para trabalhadores de ambos sexos, trabalhando para influenciar as eleições.
Na década de 50, estudou medicina em Paris e, após formada, atuou como médica-parteira na França e depois em Chicago, Estados Unidos, onde residiu entre os anos de 1863 a 1873.
D'Hericourt ajudou a desenvolver uma rede de apoio internacional não-oficial de feministas durante a primeira metade do século XIX. Jenny também escreveu uma refutação influente aos ensaios sexistas do anarquista Pierre-Joseph Proudhon e do historiador Jules Michelet.